# Luis Marín Barahona
Luis Marín Barahona (18 de maig de 1983) és un futbolista xilè.

## Selecció de Xile
Va formar part de l'equip xilè a la Copa del Món de 2010. Fou jugador de la Universidad de Chile.